# Polyspilota magna
Polyspilota magna är en sydafrikansk bönsyrseart som beskrevs av Giglio-Tos 1911. Polyspilota magna ingår i släktet Polyspilota, familjen Mantidae underfamiljen Mantinae och tribus Polyspilotini. Inga underarter finns listade i Catalogue of Life.

## Etymologi
Magna betyder stor på latin.